# サッチダーナンダ
サッチダーナンダ（梵: सच्चिदानन्द, saccidānanda (sat-cit-ānanda)）とは、インド哲学・ヒンドゥー教の、特にヴェーダーンタ学派において用いられる、最高原理ブラフマンの本質的性格を言い表したするブラフマンの異称・別称。下述するように、3つの語から成る合成語である。

## 構成
以下の3語の合成語であり、この3つの性格が最高原理ブラフマンには、属性として備わっていることを表している。
- sat（梵: सत्、サット）- 「存在（本質存在[1]）」
- cit（梵: चित्、チット）- 「意識（根源的知[1]）」
- ānanda（梵: आनन्द、アーナンダ）- 「歓喜（解脱の歓喜[1]）」

## 脚柱
1. 1 2 3 4  サッチダーナンダとは - コトバンク